# الدهناء (العرش)

تعديل مصدري - تعديل

الدهناء هي إحدى قرى عزلة العرش بمديرية العرش التابعة لمحافظة البيضاء، بلغ تعداد سكانها 429 نسمة حسب تعداد اليمن لعام 2004.